# صيد الفقمة

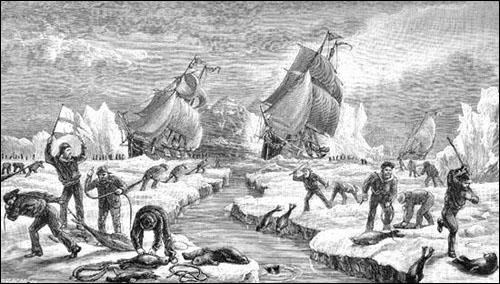
صيد الفقمة في جزيرة نيوفاوندلاند خلال سنوات 1880.

على مر الزمن إشتهر صيد الفقمة (بالإنجليزية: Seal hunting)‏ في العديد من البلدان حول العالم، على وجه التحديد في كل من كندا، غرينلاند وناميبيا، بهدف الحصول على الفراء، اللحم، الدهون (أو الزيت) أو حتى العظام.
تتم عملية صيد الفقمة على الجليد، إما عن بعد باستعمال سلاح ناري أو أيضا عن قرب باستعمال مايسمى «الهاكابيك»، الذي هو عبارة عن سلاح شبيه بالفأس يكثر استعماله في صيد حيوانات الفقمة.
في الأصل كانت عملية صيد الفقمة تقليدا متوارث على مدى عدة آلاف من السنين من قبل الشعوب المختلفة لغرض الإستهلاك البشري، لكن ونتيجة للطلب المتزايد على فراءها سرعان ما أخذ هذأ الصيد طابعا تجاريا محضا خلال القرون القليلة الماضية.
بحلول سنوات الستينات، إرتفع الطلب على فراء الفقمة من أجل إستعماله في مجال صناعة الأزياء الأوروبية، هذه الممارسة التي واجهت معارضة  شديدة، أدت في سنة 1987 إلى حظر صيد صغار حيوانات الفقمة«المعطف الأبيض»، المعروفة بفراءها الأبيض ذي الشعبية الكبيرة.
حاليا يعد نشاط الصيد أو الاتجار في منتجات الفقمة أمرا محظورا إما كليا أو جزئيا في العديد من البلدان، بما فيها تلك التي اشتهرت كمطارد تاريخي لهذا الحيوان، ونخص بالذكر هنا كلت من الاتحاد الأوروبي والولايات المتحدة الأمريكية.

## تاريخ
ازدهرت عملية صيد الفقمات والثدييات البحرية الأخرى لما يقرب من ثلاثة قرون. في البحار الجنوبية، يتم صيد الملايين من فيلة البحر وعجول البحر بهدف الحصول على فراءها. الشئ الذي جعل المفترسات الطبيعية لهذا الحيوان في المنطقة القطبية الشمالية، كحيوان الفظ مثلا توشك على الانقراض.

### الصيد التقليدي

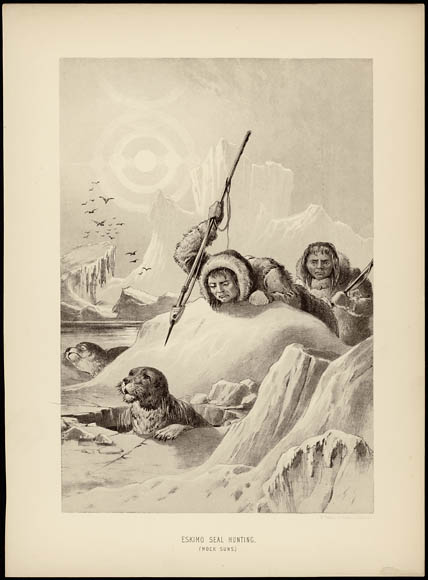
فرد من شعب الانويت أثناء عملية لصيد الفقمة.

تشير الأدلة الأثرية إلى ان شعب الأمريكيين الأصليين والأمم الاولي في كندا، كانوا يطاردون الفقمات لمدة تقارب 4000 سنة على الأقل. على سبيل المثال فإن هذا للنوع من الصيد هو تقاليد متجدر في الثقافة الشعبية لقبائل الإنويت (الإسكيمو)، حيث أن صيد فقمة أو كاريبو من طرف صبي من هذه القبائل، يعد إذانا لإقامة وليمة احتفالية. على اعتبار أن لحومها تشكل مصدرا هاما للدهون، البروتين، الفيتامينات ("أ" و"ب 12
") والحديد،  إلى جانب جلودها الدافئة المناسبة لقساوة ظروف المنطقة، فإن النظام الغدائي للأنويت يعتمد أساسا على صيد الفقمات إلى جانب الأسماك والحيتان.
وفقا لإحصائيات سنة 2005، فقد كان هناك ما يقرب من 150000 من الإنويت حول القطب الشمالي للكرة الأرضية في كل من جرينلاند، ألاسكا، روسيا وكندا. وفقا ل «كيرت إجيسياك»، السكرتير السابق ورئيس الأركان لرئيس مجلس نواب النونافوت، فإن الفقمات «ليست مجرد مصدر للمال عن طريق بيع فرائها»، بل هي جزء لايتجزء من ثقافة الإنوبت.
على الرغم من أن إنويت يقومون بمطاردة وصيد العديد من الأنواع التي تعيش التندرا الصحراوية والجليد، تبقى الفقمات هي الحيوانات المضلة الأولى لهذا الشعب.
يستعمل الإنويت جميع أجزاء الفقمة المصطادة، العظام، الوتر، الدهون، والفراء تستخدم كلها في صناعة أشياء مختلفة مثل الأدوات، الألعاب، الأسلاك، الحبال، الوقود، الملابس، وأيضا القوارب والخيام. يسكن في منطقة شمال كندا شعب «نيتسلينغميوتس»، نتيجة لاعتمادهم على صيد الفقمة يطلق عليهم عادة اسم «شعب الفقمة».
تمثل مطاردة شعب الإنوبت للفقمات غالبية عمليات مطاردة الفقمة، وتشكل في نفس الوقت حوالي 3 في المائة فقط من مجموع عمليات الصيد في جنوب كندا. على اعتبار استعماله في الجوانب المعيشية فإن شعب الإنويت مستبعد من الدعوة التي وجهتها المفوضية الأوروبية سنة 2006، لحظر استيراد وتصدير منجات الفقمة والإتجار بها.
لطالما شكلت الفقمات وبصفة خاصة تلك المسمات بالفقمة الحلقية أو الرخامية (بالفرنسية: phoque marbré)‏، المورد الغدائي الرئيسي في هذه المنطقة، بالإضافة لإستعمالها أيضا في صناعة الملابس والأحذية، أيضا الوقود للمصابيح، وأيضا لنوافذ مسكن  مبنى الإغلو، وأيضا لزلاجات الهاسكي. على الرغم من أنها لم تعد اليوم تستخدم إلى هذا الحد، الا أن هذا النوع من حيوان الفقمة لا يزال مصدرا هاما، سواء كمورد غذائي أو كملابس لشعب النونافوت في الشمال الشرقي لكندا. ويطلق عليها شعب «اليوب المركزي» في ألاسكا اسم «نيق»، حيث يتم صيدها (الفقمة الحلقية) وأكلها في ألاسكا.
لايقتصر صيد الفقمة على أقصى شمال الكرة الأرضية فقط؛ بل إنه يشمل كذلك منطقة شمال غرب أوروبا وبحر البلطيق، حيث بدأت فيه هذه الممارسة المعيشية  منذ أكثر 10000 سنة.

### الصيد التجاري في العصور الحديثة

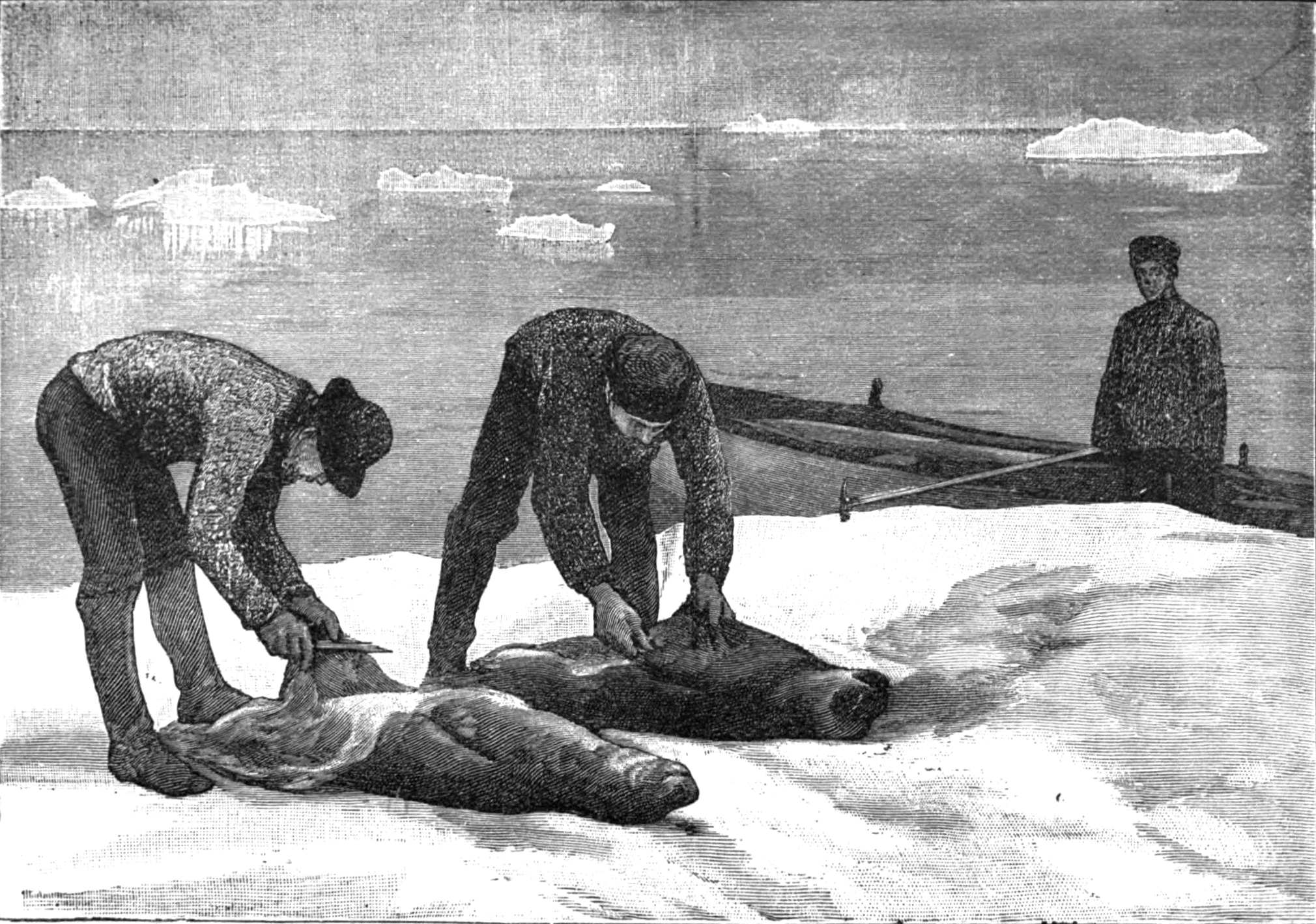
صورة تظهر عملية سلخ الفقمة خلال أواخر سنوات 1800.

يعتقد أن أول صيد تجاري لحيوانات الفقمة من طرف الأوروبيين كان في سنة 1515، عندما أرسلت شحنه من جلود فقمة الفراء من الأوروغواي إلى إسبانيا من أجل بيعها في أسواق إشبيلية.

#### نيوفاوندلاند
نيوفاوندلاند واللابرادور وخليج سانت لورنس كانت أولى المناطق التي شهدت عملية الصيد التجاري الواسعة النطاق للفقمة بغرض الخصول على فرائها. بدأ الصيادون المهاجرون الصيد في سنة 1500، بحلول سنة 1723 اتسع الصيد التجاري للفقمة على نطاق واسع؛ حتى أصبح حدثا سنويا، وسرعان ما تطور بسرعة أوائل القرن الثامن عشر.
في البداية، استخدم الصيادون طريقة احتجاز حيوانات الفقمة المهاجرة عن طريق شباك مثبتة على الساحل بالقرب من موانئ رسو السفن، والمعروفة باسم «المصائد الأرضية للفقمة». لم يكن الصيد في المقام الأول بغرض تحقيق مكاسب تجارية، بل كان الهدف منه هو صيد الفقمة من أجل الحصول على لحومها لتغذية ساكنة المستعمرات في المنطقة.
بحلول أوائل القرن الثامن عشر، أخذ الصيادون
البريطانيون عملية الصيد إلى مرحلة متقدمة، في سنة 1723 كانت المرة الأولى التي ينفذ فيها الصيد بواسطة مسلحون يحملون أسلحة نارية على متن قوارب، وسرعان ما تطورت عملية لتصبح تجارية محضة. كانت الفقمات آن ذاك تنقل إلى إنجلترا، هناك تم بيع لحم وفراء وزيت الفقمة بشكل منفصل.
انطلاقا من سنة 1749، كانت عملية استيراد زيت الفقمة إلى إنجلترا تسجل سنويا، فكان يستخدم كزيت للإضاءة، للطبخ، في صناعة الصابون وأيضا في معالجة مادة الجلد.

#### جنوب المحيط الأطلسي
عرفت البحار الجنوبية نشاطا هاما لصيد الفقمة بحلول أواخر القرن الثامن عشر.
في سنة 1776 قام قام صامويل إندربي رفقة الكسندر وجون باربي، بتنظيم أول رحلة تجارية إلى جنوب المحيط الأطلسي، من أجل تحقيق الهدف الرئيسي الذي هو صيد الحيتان، بالرغم من ان منتوجات الفقمة آن ذاك كانت فطقد بدأت في لعب دور هام في التجارة. أرسلت بعثات أخرى خلال سنتي 1777 و1778 قبل أن تندلع الاضطرابات السياسية والاقتصادية التي أعاقت التجارة لبعض الوقت.
بحلول 1 سبتمبر 1788، غادرت سفينة إميليا التي بلغ وزنها حوالي 270 طنا، والتي كانت في ملكية «صامويل إندربي» وأولاده وبقيادة النقيب «جيمس شيلدز» سواحل لندن، متجهة غربا حول كايب هورن في المحيط الهادئ، لتصبح أول سفينة تقوم بعمليات في المحيط الجنوبي. عادت إميليا إلى لندن في 12 مارس 1790 بشحنة بلغت 139 طنا من زيت الحيتان.
في سنة 1784، كان للبريطانيين خمسة عشر سفينة صيد في الجنوب، كلها من لندن.  في 1790، كان هذا الميناء يمتلك فقط 60 سفينة تجارية. ارتفع هذا العدد ووصل إلى 72 سفينة خلال الفترة الممتدة بين 1800 و1809.
امتدت صناعة الفقمة جنوبا إلى جزيرة جورجيا الجنوبية. مع نهاية القرن الثامن عشر والقرن التاسع عشر، كانت جورجيا الجنوبية قد استوطنت من طرف صيادين بريطانيين ويانكيين، الذين عاشوا هناك لفترات طويلة. في سنة 1778، حصل الصيادون الإنجليز من جزيرة جورجيا الجنوبية  ومضيق ماجلان على عائد بلغ حوالي 40000 من جلود الفقمة و 2800 طن من زيت فقمة فيل البحر.
بحلول سنة 1786 تم القبض على المزيد والمزيد من فقمة الفراء من على الجزيرة من طرف السفينة الإنجليزية لصيد الفقمة التي تسمى «لورد هوكسبوري». في سنة 1791، بلغ عدد السفن 102 سفينة، تقوم بمطاردة الفقمات جنوب خط الاستواء. وصل نشاط صيد الفقمة على جورجيا الجنوبية ذوته في ثلاث مناسبات هي 1802-1786، 1823-1814، و 1913-1869 على التوالي، تركز هذا النشاط فيما بعد على فقمة فيل البحر بغرض الحصول على زيتها.

## المعدات وطريق الصيد

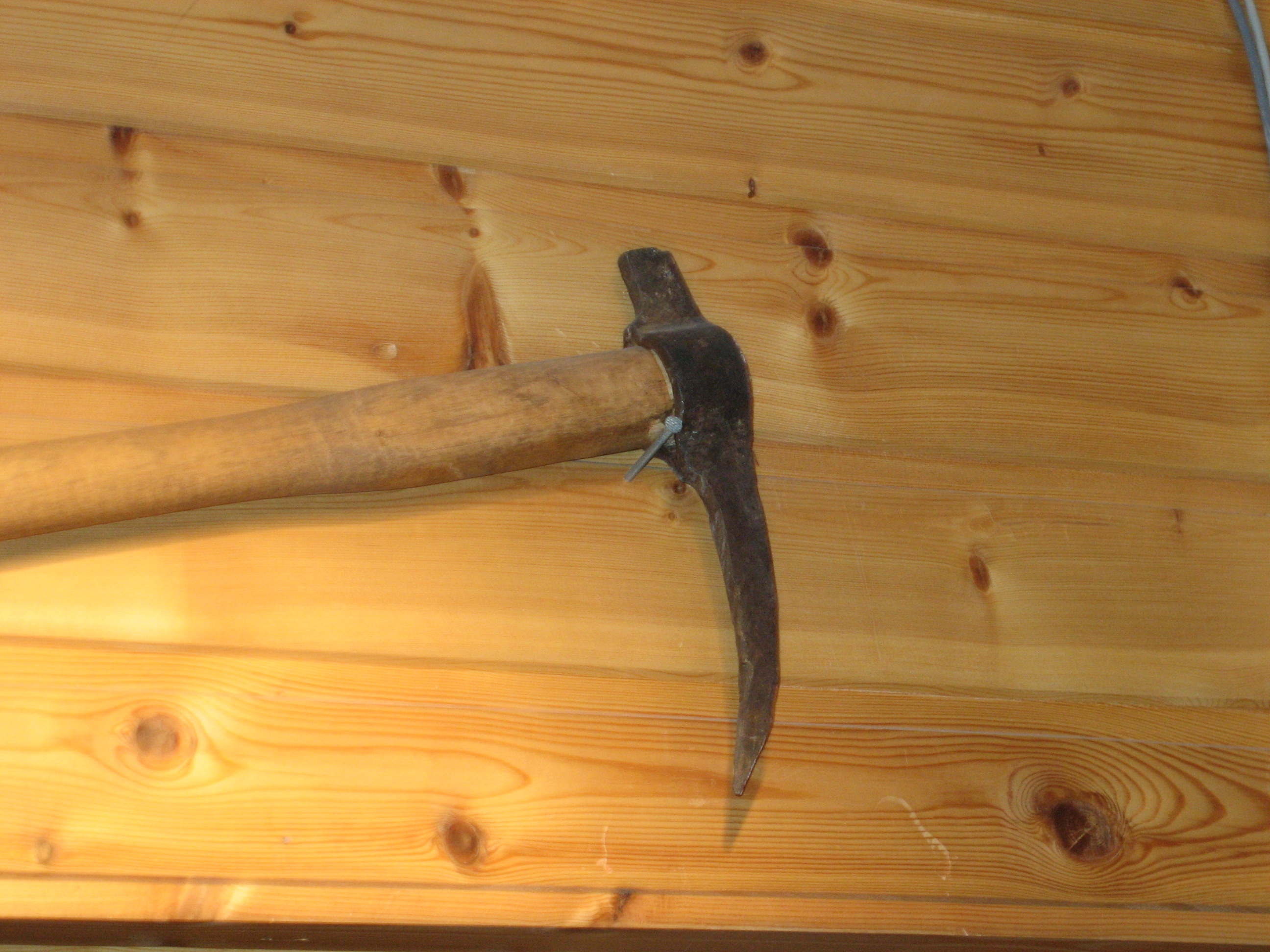
أداة "الهاكابيك" المستعملة في عمليات صيد الفقمة.

أثناء صيد الفقمة التجاري في كندا، تتم معظم عمليات الصيد بواسطة سلاح ناري.
هناك طريقة قديمة أخرى تقليدية بالدرجة الأولى يتم من خلالها قتل الفقمات باستعمال ما تسمى بأدات «هاكابيك» (هراوة خشبية ثقيلة نوعا ما مع رأس مطرقة وخطاف معدني في نهايتها). يتم استخدام الهاكابيك بسبب فعاليته، إذ يمكنها قتل الحيوان بسرعة وبدون الإضرار بالجلد.
يستخدم رأس المطرقة في الأدات لسحق جماجمها الرقيقة، في حين يتم استخدام الخطاف لنقل الذبائح.
تصف القوانين الكندية لصيد الفقمة بدقة حجم الهراوات وأسلحة الهاكابيك، عيار البنادق والحد الأدنى لسرعة الرصاص، الذي يمكن استخدامه في الصيد. كما تنص أيضا على أن:«كل من يصطاد الفقمة باستعمال هراوة أو هاكابيك يجب أن يضغط على جبين الفقمة حتى يتم سحق جمجمته»، وأنه «لا يجوز لأحد أن يبدأ بسلخ الجلد حتى يتأكد من أن الفقمة قد ماتت»، يمكن التأكد من ذلك عندما تكون تصبح العين زجاجية، ولا تعطي أية ردة فعل وامض عند لمسها.
وفقا لإحدى الدراسات، في المتوسط هناك ثلاث مرات من أصل ثمانية، لايتم فيها قتل الحيوان أو افقاده الوعي أثناء الصيد بواسطة الأسلحة النارية، في حين أن عملية القتل باستخدام هاكابيك أو الهراوة تكون أكثر فعالية.
بعد موت الفقمة، يمكن أن تبقى في حالة حركة، وهو ما يسمى «رد فعل السباحة»، مما يعطي الانطباع بأن الفقمة لاتزال على قيد الحياة. تنتج ردة الفعل هذه نتيجة لإنقباضات العضلات المختللة، الشئ الذي يدل على أن الحيوان هو ميت سريريا.هذه الطريقة هي مشابهة جدا لعملية ذبح الماشية، حيث أن الحيوان يتحرك تحت تأثير تقلصات العضلات حتى مرفوقا بنزيف إلى أن يتم إفراغ الحيوان من دمه وتوقف انقباض العضلات. عند الحيوانات الأخرى هذه المراحل تدوم حوالي 1 دقيقة، في حين انها عند الفقمة تستمر فقك حوالي 15 ثانية.